# Podkowa Leśna
Podkowa Leśna (używająca tytułu „miasto-ogród”) – miasto w województwie mazowieckim, w powiecie grodziskim. Miasto należy do aglomeracji warszawskiej.
W latach 1975–1998 miasto administracyjnie należało do ówczesnego województwa warszawskiego.
Według danych z 30 czerwca 2004 roku miasto miało 3806 mieszkańców, a według Narodowego Spisu Powszechnego Ludności i Mieszkań z 2011 roku – 3926.

## Historia

### Okres przedwojenny i wojna
Tereny, na których leży Podkowa Leśna należały niegdyś do Stanisława Wilhelma Lilpopa, podróżnika i myśliwego, syna Stanisława Lilpopa – przemysłowca, współzałożyciela firmy „Lilpop, Rau i Loewenstein”. Za początek miasta uznać należy datę 9 kwietnia 1925, kiedy to Stanisław W. Lilpop, koncern (spółka akcyjna) „Siła i Światło” oraz Bank Związku Spółek Zarobkowych zakładają spółkę „Miasto Ogród Podkowa Leśna”. Wtedy też członkowie zarządu nowo powstałej spółki „Miasto Ogród Podkowa Leśna” (J. Redziński, T. Baniewicz i właśnie St.W. Lilpop) podpisali akt zlecający spółce rozsprzedaż terenów Podkowy. Stworzenie miasta jest związane bezpośrednio z Elektryczną Koleją Dojazdową (obecnie Warszawska Kolej Dojazdowa), budowaną w latach 20. XX wieku z inicjatywy koncernu „Siła i Światło”. Także w 1925 roku powstaje, na zamówienie Spółki, specyficzny plan urbanistyczny oparty na koncentrycznych ulicach-alejach wokół dworca kolejki (projekt Antoniego Jawornickiego). W roku 1981 Podkowa Leśna została wpisana do rejestru zabytków. Wpisanie do rejestru odbyło się wbrew stanowisku władz miejskich i miało charakter konfliktowy, ponieważ ówczesny naczelnik miasta nie przyjął do wiadomości pisma informującego o tym fakcie, podpisanego przez Konserwatora Zabytków m.st. Warszawy mgr.inż. arch. Feliksa Ptaszyńskiego z dnia 17 maja 1982. "Doprowadziło to do wielu nadużyć i dewastacji na terenie Podkowy Leśnej"
W czasie II wojny światowej udzielano pomocy i schronienia (m.in. na Stawisku) wielu ukrywającym się Żydom (wśród nich np. rodzinie znanego warszawskiego adwokata Henryka Kona, który ukrywał się w Podkowie Leśnej z synem, późniejszym dziennikarzem i podróżnikiem Lucjanem Wolanowskim). Po powstaniu warszawskim miejscowości leżące na linii kolejki EKD, w tym Podkowa Leśna i Milanówek, przyjęły dziesiątki tysięcy uchodźców z Warszawy. Ponieważ znalazła się tam również znaczna część dowództwa AK, miejscowości te nazywane były „Małym Londynem”. W Podkowie mieściła się m.in. jedyna radiostacja, która uratowała się z powstańczej Warszawy, obsługiwana przez Zofię i Stefana Korbońskich.

### Okres powojenny
W latach 1948–1954 miejscowość była siedzibą wiejskiej gminy Podkowa Leśna. W 1954 r. utworzono gromadę Podkowa Leśna, którą 1 stycznia 1957 roku zmieniono jej status na osiedle, a 31 grudnia 1968 roku nadano prawa miejskie.
Po wojnie ważną dla historii Podkowy postacią był ksiądz Leon Kantorski, proboszcz parafii pw. św. Krzysztofa w latach 1964–1991. W jego kościele w 1968 r. odbyło się pierwsze wykonanie tzw. mszy beatowej (rockowej). W latach 80. parafia stanowiła ważny ośrodek ruchu oporu, inicjując różne inicjatywy społeczne, polityczne i charytatywne. Odbyło się na przykład kilka głodówek w obronie więźniów politycznych, odprawiane były „msze za ojczyznę”, organizowane „spotkania z autorem”, gdzie zapraszano znanych opozycjonistów, historyków itp.

### Obecnie
W obrębie miasta występują elementy starodrzewu, a także trzy rezerwaty przyrody (rezerwat przyrody Parów Sójek, rezerwat im. Bolesława Hryniewieckiego, Zaborów im. W. Tyrakowskiego) i wiele pomników przyrody. Podkowa została pomyślana jako miejscowość willowa wyższych urzędników i inteligencji.
Podkowa Leśna jest celem wycieczek i spacerów mieszkańców Warszawy, ze względu zarówno na leśny charakter, jak i dużą liczbę starych przedwojennych willi. Ułatwia to kolejka WKD kursująca z Warszawy przez Podkowę Leśną aż do Grodziska Mazowieckiego. Warto zobaczyć m.in. Aleję Lipową, liczącą prawie 100 lip (pomników przyrody), pałacyk myśliwski Lilpopa, willę Aida oraz przedwojenną willę Kasyno Obywatelskie. Willę Kasyno szczególnie warto odwiedzić w czasie dorocznego Festiwalu Otwarte Ogrody. Interesujący jest również kościół wybudowany przed wojną w stylu modernistycznym, później kilkakrotnie przebudowywany. Zawiera on ciekawe przykłady przedwojennej i współczesnej sztuki sakralnej (fresk, rzeźby, witraże), oraz rozległy, starannie zaprojektowany ogród.
W willi Stawisko, należącej dawniej do Jarosława Iwaszkiewicza, znajduje się Muzeum Anny i Jarosława Iwaszkiewiczów. W miejscowości znajduje się jedyna uczelnia wyższa, Wyższa Szkoła Teologiczno-Humanistyczna, prowadzona przez Kościół Adwentystów Dnia Siódmego. 

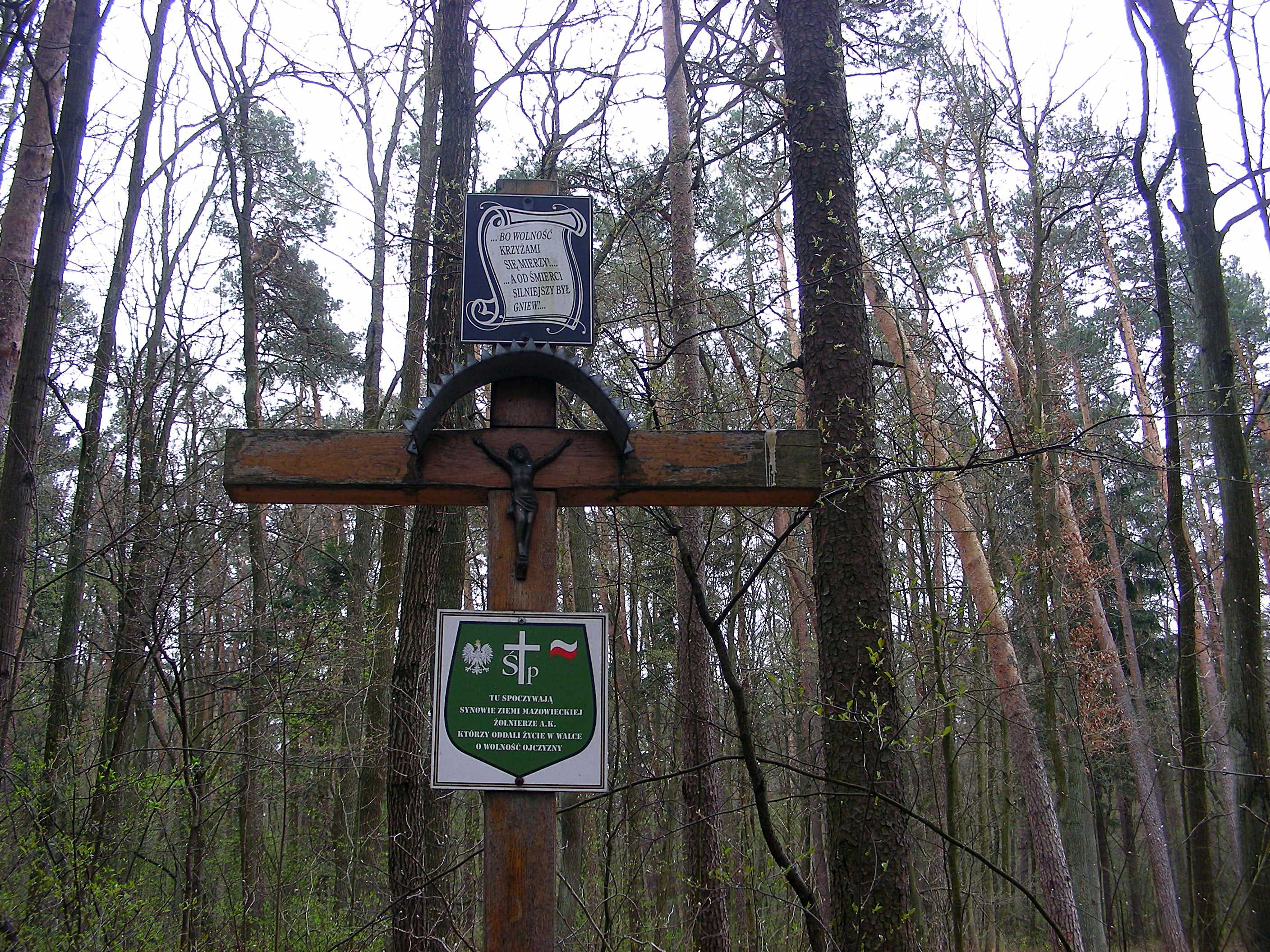
Grób nieznanych żołnierzy AK w okolicy  leśniczówki Dębak w pobliskich Lasach Młochowskich[10], fotografia wykonana 6 kwietnia 2014
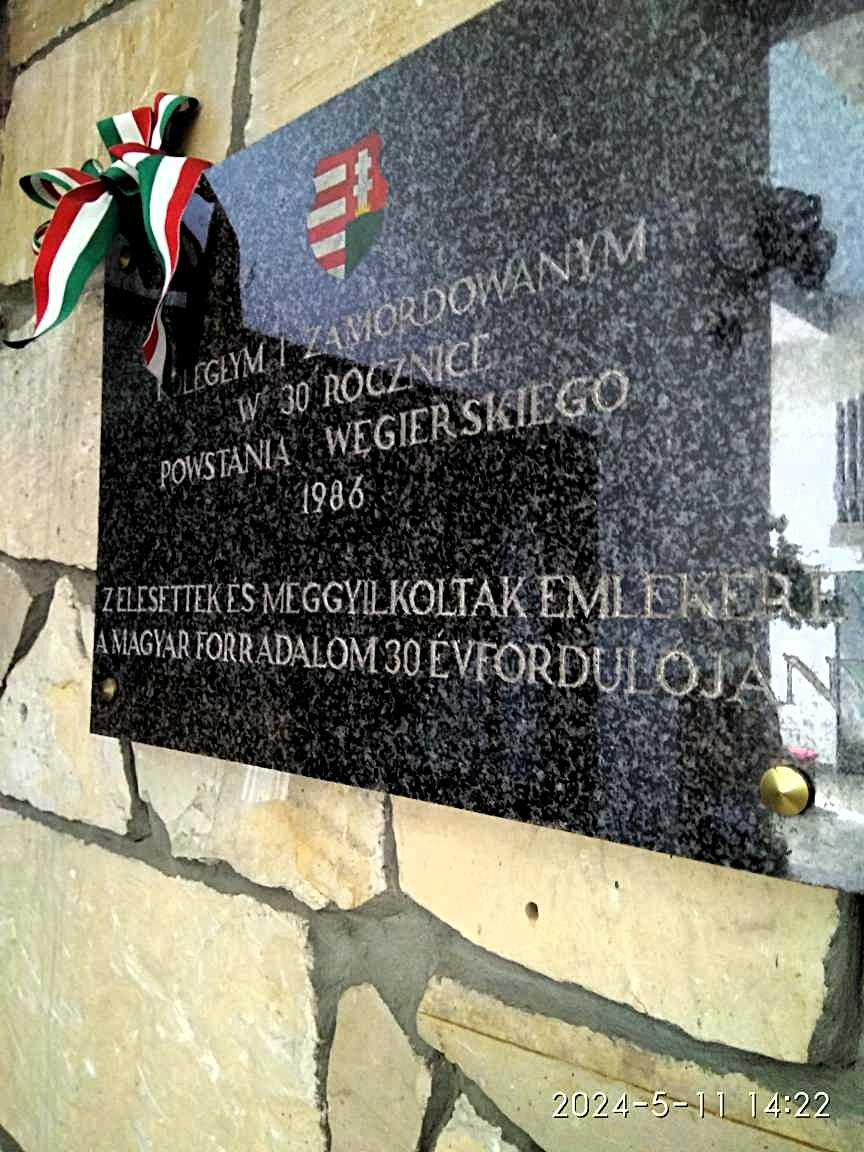
Tablica pamiątkowa poświęcona 30-ej rocznicy Powstania Węgierskiego 1956 roku w kościele św. Krzysztofa,  zdjęcie z 11 maja 2024
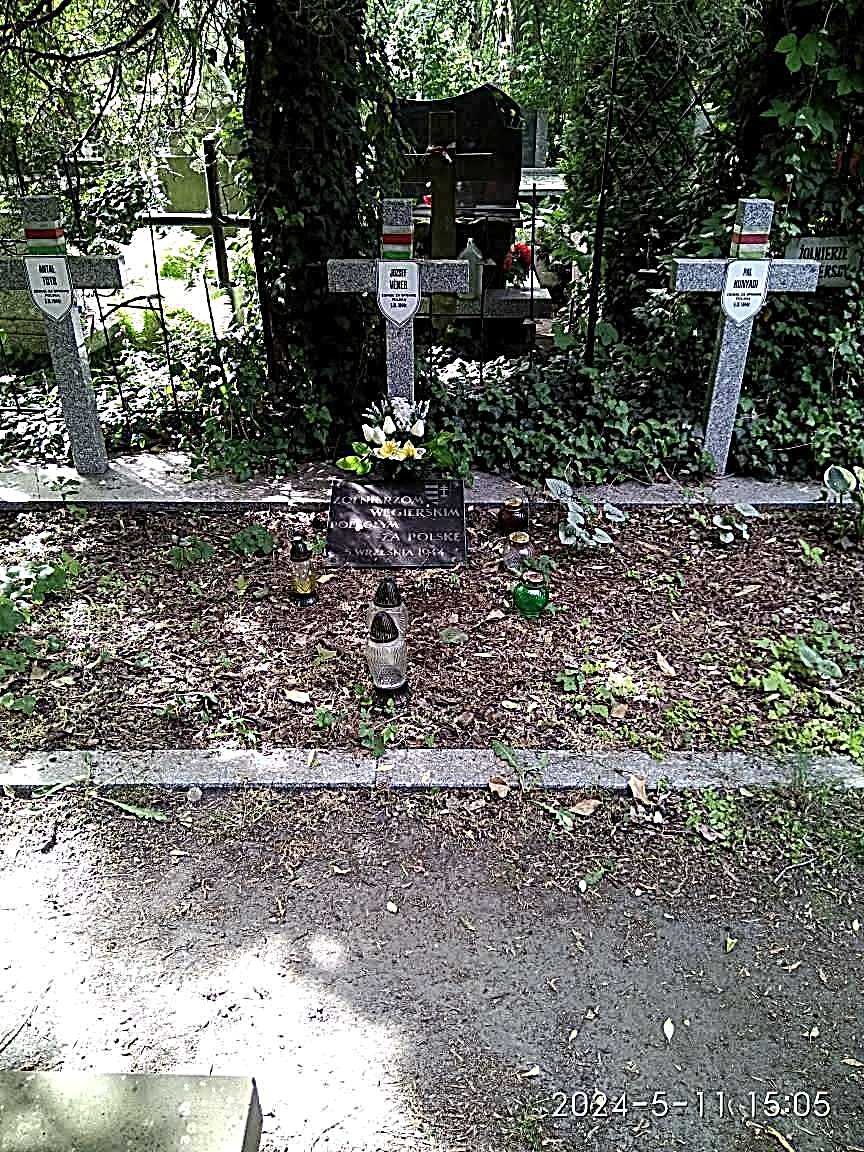
Kwatera żołnierzy węgierskich poległych za Polskę 5 września 1944 na cmentarzu w Podkowie, zdjęcie z 11 maja 2024
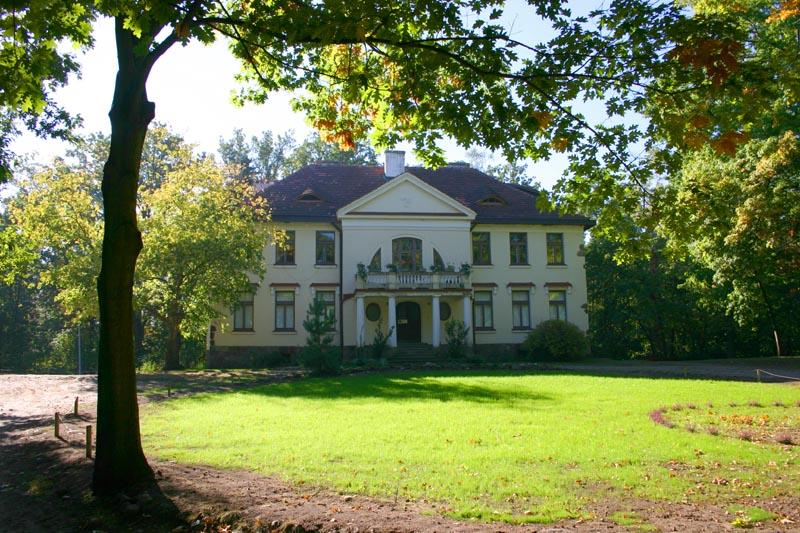
Dwór Stawisko
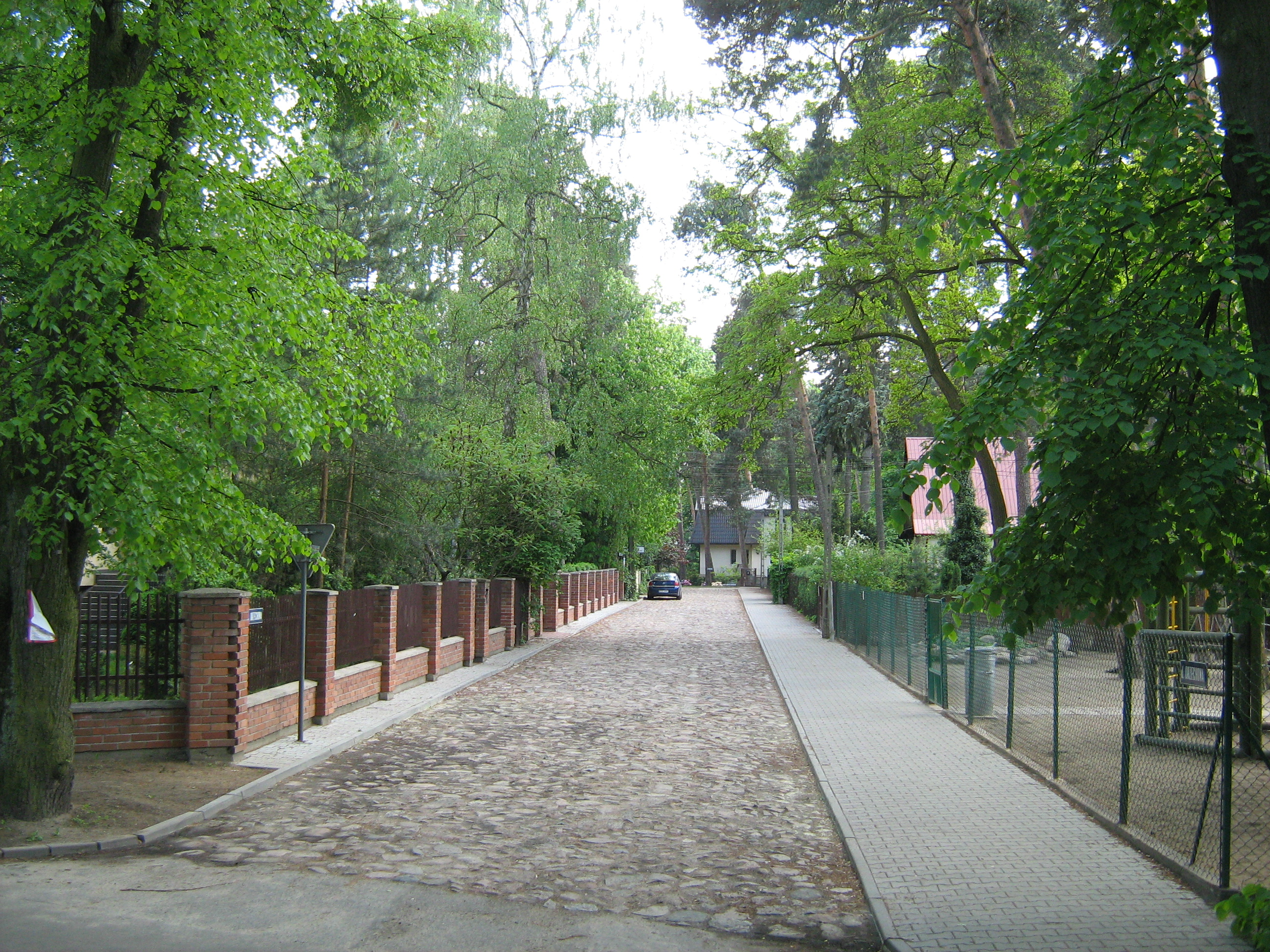
Jedna z ulic w Podkowie Leśnej
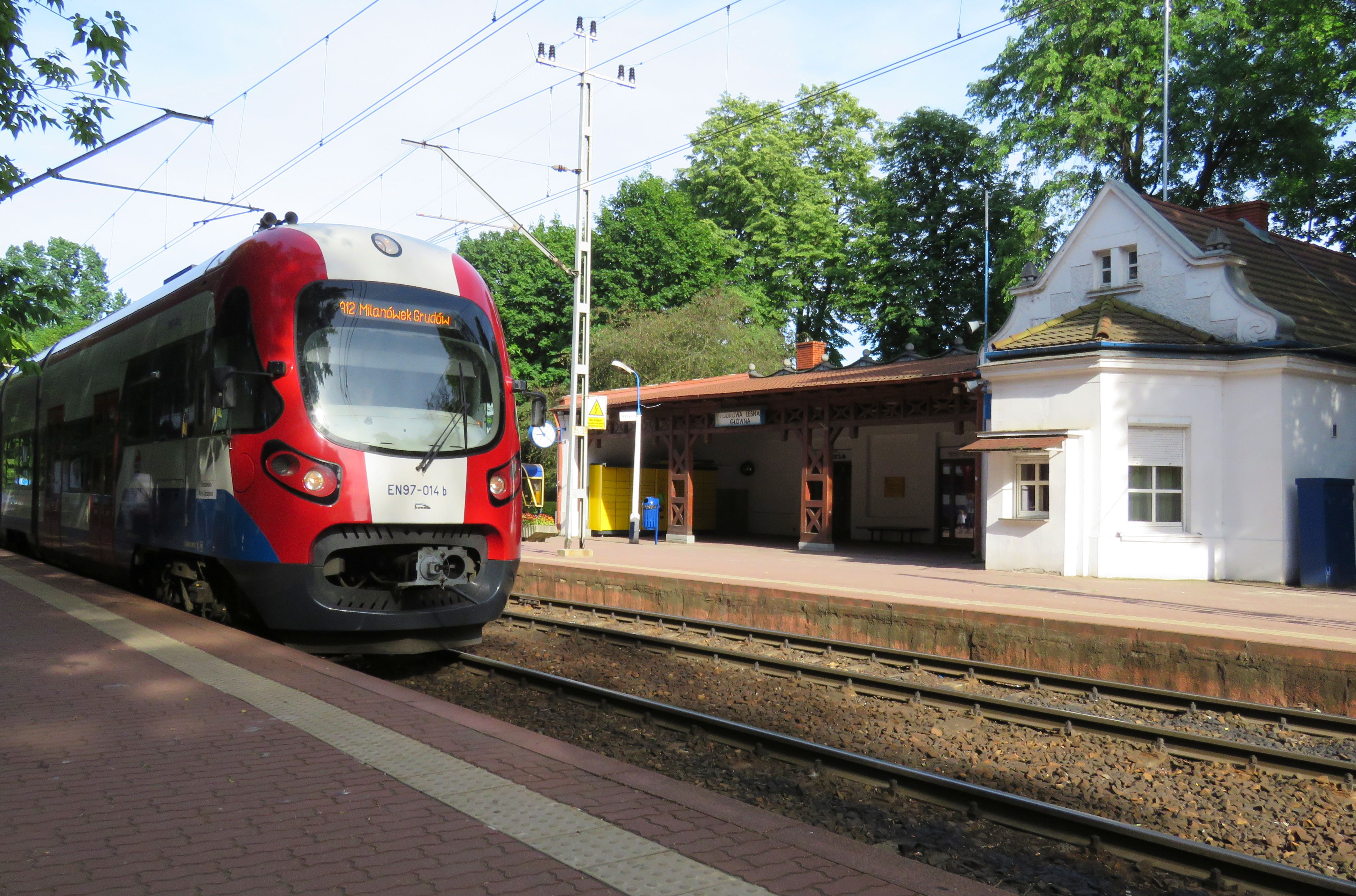
Przystanek WKD Podkowa Leśna Główna
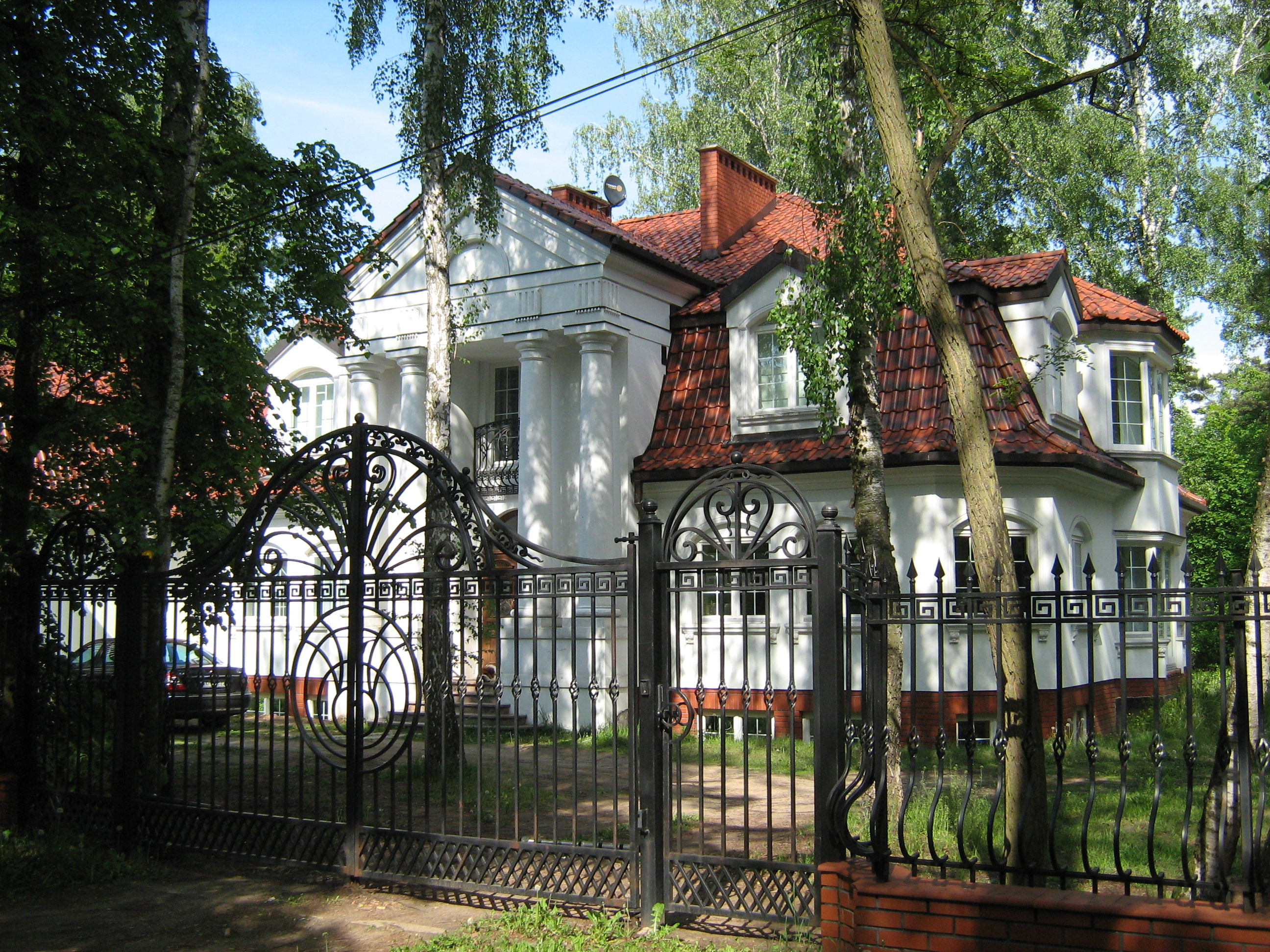
Przykładowa willa w Podkowie Leśnej
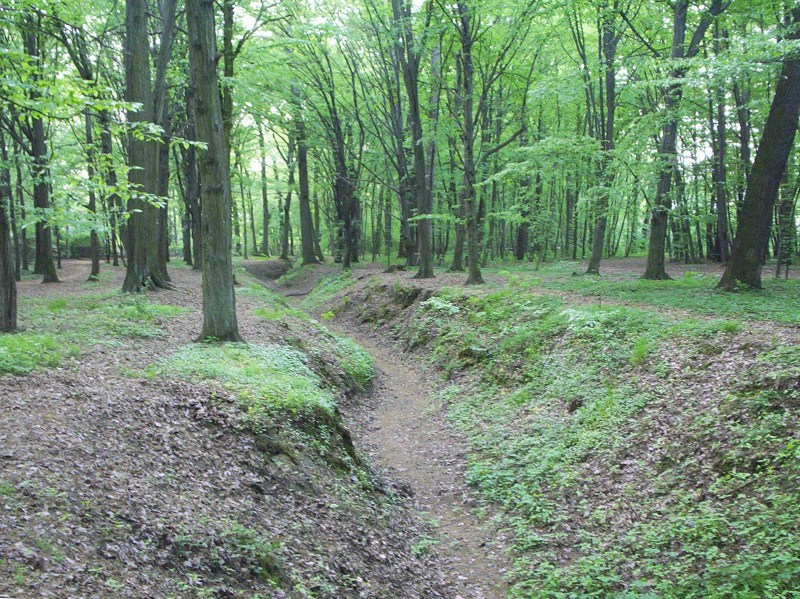
Las w Podkowie Leśnej
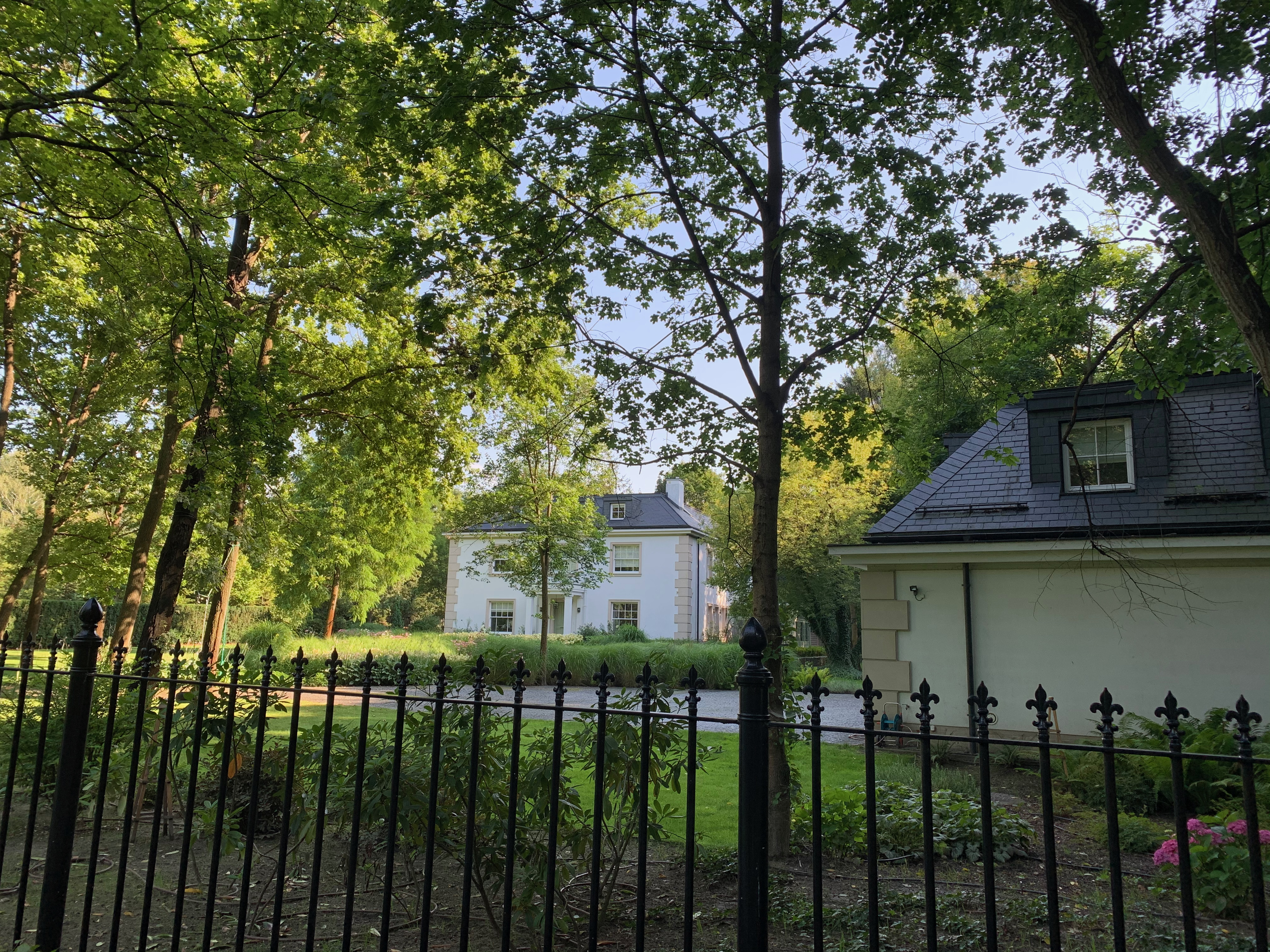
Typowa zabudowa w Podkowie Leśnej
- Kulig w Podkowie Leśnej (róg ulic Wiewiórek i Jeleniej), luty 2010

## Struktura powierzchni
Według danych z roku 2002 Podkowa Leśna ma obszar 10,1 km², w tym:
- użytki rolne: 6%
- użytki leśne: 78%

Miasto stanowi 2,75% powierzchni powiatu.

## Warszawska Kolej Dojazdowa

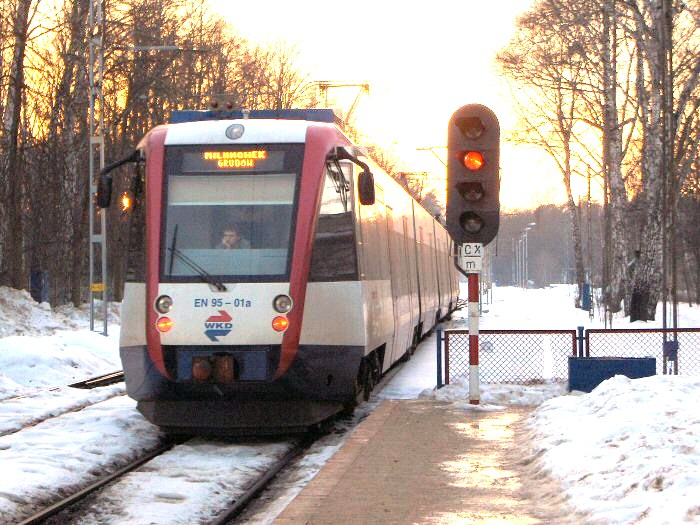
EN95 odjeżdżający ze stacji WKD w Podkowie

W latach 1927–1936 w Podkowie Leśnej stopniowo powstawały przystanki kolei WKD (pierwotnie EKD), będącej jednocześnie najstarszym działającym obecnie w Polsce tego typu systemem transportu publicznego. Na przystankach dostępne są kasy oraz automaty biletowe. 
W miejscowości są 3 przystanki:
- Podkowa Leśna Wschodnia
- Podkowa Leśna Główna
- Podkowa Leśna Zachodnia

Pod budowę kolei Stanisław Lilpop przekazał na własność EKD S.A. – bez żadnej dopłaty – pas ziemi o powierzchni 7 hektarów i 4836 m², ciągnący się od folwarku Klementynów do wsi Owczarnia.

## Demografia
Dane statystyczne ogólne
| Opis                                              | 2007  | 2017  | 2017 | 2018 | 2018 | 2019 | 2019 |
| ------------------------------------------------- | ----- | ----- | ---- | ---- | ---- | ---- | ---- |
| Ludność                                           | 3822  | 3875  | 3875 | 3854 | 3854 | 3844 | 3844 |
| Ludność na km²                                    | 378,4 | 378,4 | 383  | 380  | 380  | 379  | 379  |
| Liczba mężczyzn                                   | 2031  | –     | –    | –    | –    | 1815 | 1815 |
| Liczba kobiet                                     | 1791  | –     | –    | –    | –    | 2029 | 2029 |
| % liczba kobiet                                   | 53,1  | –     | –    | –    | –    | –    | –    |
| % liczba mężczyzn                                 | 46,9  | –     | –    | –    | –    | –    | –    |
| Kobiety na 100 mężczyzn                           | –     | 111   | 111  | 111  | 111  | 112  | 112  |
| Dochody ogółem budżetu gminy na 1 mieszkańca w zł | –     | 7825  | 7825 | 9337 | 9337 | 9002 | 9002 |
| Wydatki ogółem budżetu gminy na 1 mieszkańca w zł | –     | 7992  | 7992 | 8809 | 8809 | 8019 | 8019 |
| Pracujący na 1000 ludności                        | –     | 139   | 139  | 141  | 141  | 130  | 130  |

Liczba ludności w Podkowie Leśnej na przestrzeni lat
Piramida wieku mieszkańców Podkowy Leśnej w 2014 roku

## Wspólnoty wyznaniowe
Kościół Adwentystów Dnia Siódmego
- zbór w Podkowie Leśnej

Kościół rzymskokatolicki
- parafia św. Krzysztofa

## Zabytki

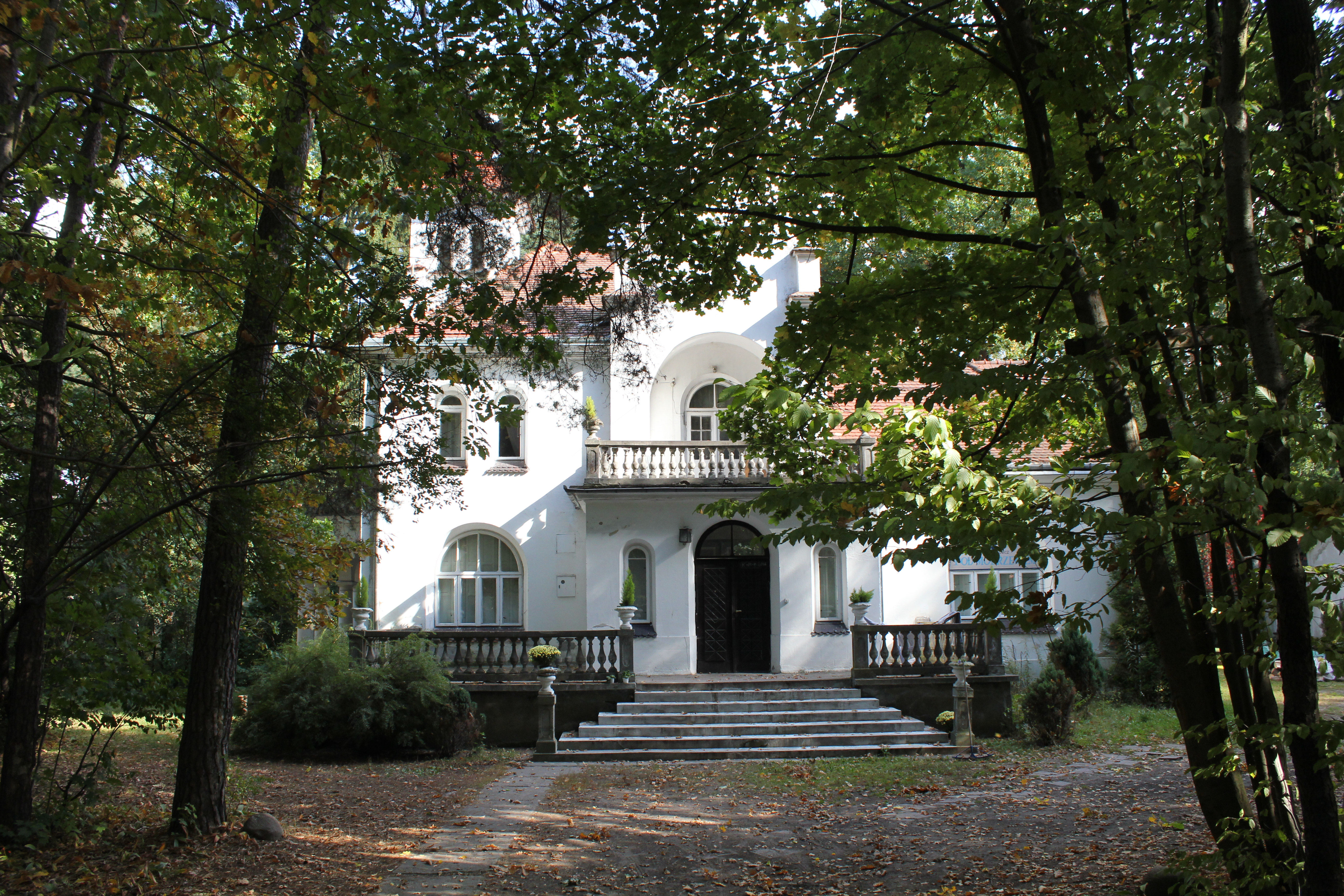
Willa „Renata”, zabytkowy budynek w Podkowie Leśnej

- Układ urbanistyczny miejscowości (nr rej. 1194-A z 22.10.1981)
- Dwór Stawisko (nr rej. 764 z 22.02.1967 i 1218 z 12.01.1983)
- Dwór „Pałacyk Kasyno” (nr. rej. 1182-A z 29.06.1981)
- Willa Kończykowskich (A-1402 Z 12.12.2017)
- Willa „Aida” (nr. rej.  A-979 z 07.07.2010)
- Willa „Jókawa” (nr. rej. 1763/2018 z 17.05.2019)
- Willa „Krywojta” (nr. rej. 1440-A z 27.06.1990)
- Willa „Podwierzbie” (nr. rej.1353-A z 16.06.1988)
- Willa „Renata” (nr. rej. 1489-A z 10.06.1991)
- Willa przy ul. Juliusza Słowackiego 5 (nr rej. A-14 z 11.08.1999 i A-937 z 27.09.2010)
- Willa przy al. Lipowej 11 (nr. rej. 1446 z 20.11.1990)

## Administracja

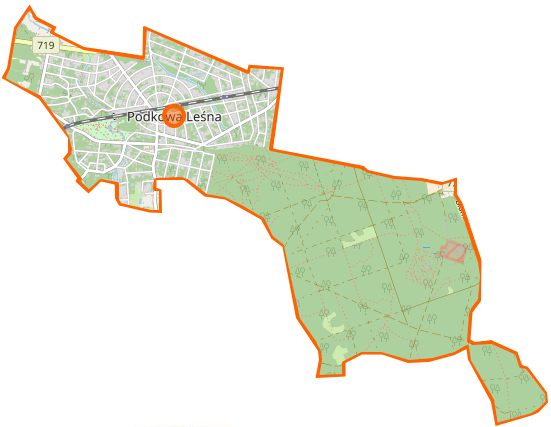
Mapa miasteczka

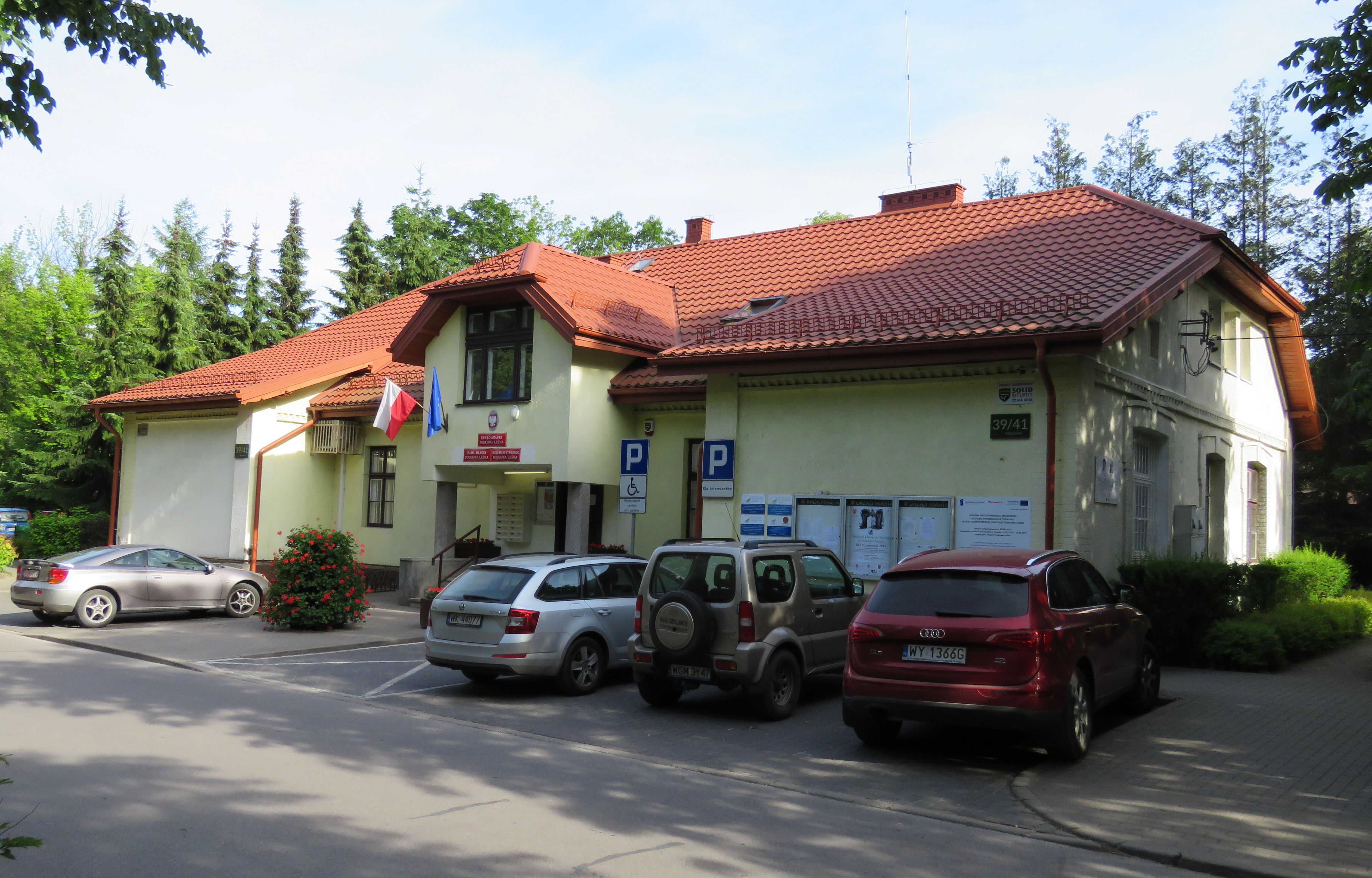
Urząd Miasta w Podkowie Leśnej

Podkowa Leśna jest członkiem stowarzyszenia Unia Miasteczek Polskich.
Podkowa Leśna jest członkiem Podwarszawskiego Trójmiasta Ogrodów”.

### Burmistrzowie Podkowy Leśnej
- Jadwiga Piwońska (1990–1998)

- Joanna Damaziak (1998–2002)
- Andrzej Kościelny (2002–2010)
- Małgorzata Stępień-Przygoda (2010–2014)
- Artur Tusiński (2014–2024)
- Magdalena Eckhoff (od 2024)

### Sąsiednie gminy
Brwinów, Milanówek, Nadarzyn

## Honorowi Obywatele
- Włodzimierz Pawlik
- Bohdan Skaradziński
- Kazimierz Gierżod[18]
- Jerzy Regulski[19]
- Ákos Engelmayer[20]
- Zbigniew Bujak[21]
- Daniel Olbrychski[22]